# Reserve (Luizjana)
Reserve – jednostka osadnicza w Stanach Zjednoczonych, w stanie Luizjana, w parafii St. John the Baptist.